# Stora Mellösa socken
Stora Mellösa socken i Närke ingick i Askers härad, ingår sedan 1971 i Örebro kommun i Örebro län och motsvarar från 2016 Stora Mellösa distrikt.
Socknens areal är 104,25 kvadratkilometer, varav 103,60 land. År 2000 fanns här 2 708 invånare. Göksholms slott, gården Hjälmarsnäs samt tätorten och kyrkbyn Stora Mellösa med Stora Mellösa kyrka ligger i socknen.

## Administrativ historik
Stora Mellösa socken har medeltida ursprung. 
Vid kommunreformen 1862 övergick socknens ansvar för de kyrkliga frågorna till Stora Mellösa församling och för de borgerliga frågorna till Stora Mellösa landskommun. Landskommunen utökades 1952 och uppgick sedan 1971 i Örebro kommun. Församlingen uppgick 2014 i Kvismare församling.
1 januari 2016 inrättades distriktet Stora Mellösa, med samma omfattning som församlingen hade 1999/2000.  
Socknen har tillhört fögderier, tingslag och domsagor enligt vad som beskrivs i artikeln Sköllersta härad.  De indelta soldaterna tillhörde Närkes regemente, Livkompaniet och Livregementets husarkår, Östra Närkes skvadron.

## Geografi
Stora Mellösa socken ligger sydväst om Hjälmaren norr om Kvismare kanal. Socken omfattar Gökholmshalvön med Engelbrektsholmen i Hjälmaren och några av sjöns öar.  Socknen är i söder en slättbygd och i norr småbruten odlingsbygd.

### Geografisk avgränsning
Socknens nordligaste punkt ligger i praktiken på fastlandet norr om Hjälmaren, endast cirka 2–3 km söder om E18 / E20. Punkten ligger några hundra meter sydost om Torpanäs och innebär att Viholmarna, som före sjösänkningarna var holmar, ligger inom Stora Mellösa socken. Norra Björksundet mellan Viholmarna och Björkön avskiljer norra fastlandet. Söder om Björkön avskiljer Björksundet (cirka 500 meter brett) ön från Göksholmslandet.
Socknens sydligaste punkt ligger vid Täljeån cirka 1 km öster om Odensbacken (i Askers socken).
Den västligaste punkten ligger på södra fastlandet i vattendraget Djursbäcken i höjd med gården Lysinge (i Norrbyås socken). Allra västligast ligger "tresockenmötet" Stora Mellösa-Glanshammar-Rinkaby i Hemfjärden av västligaste Hjälmaren.
Socknens östligaste punkt ligger i "tresockenmötet" Stora Mellösa-Lännäs-Götlunda ute i Hjälmaren cirka 1,5 km sydost om ön Stallgården.
Stora Mellösa socken avgränsas i norr (västerifrån) av Glanshammars socken och Lillkyrka socken. I nordost ligger Götlunda socken.. Sockengränsen går helt i vattnet på en sträcka av cirka 10 km från en punkt cirka 2 km nordost om Göksholmslandet till en punkt cirka 1,5 km sydost ön Stallgården. Här ligger "tresockenmötet" Stora Mellösa-Götlunda-Lännäs, varifrån socknen avgränsas i sydost av Lännäs socken. Vid Täljeån cirka 2 km öster om Odensbacken ligger "tresockenmötet" Stora Mellösa-Lännäs-Asker. 
I söder avgränsas socknen av Askers socken. Gränsen går i Kvismare kanal och Täljeån.
I väster avgränsas socknen (söderifrån räknat) av Norrbyås socken, Almby socken (närmast Hjälmaren) och på en sträcka av cirka 300 meter längst i nordväst av Rinkaby socken.

## Fornlämningar
Från bronsåldern finns spridda rösegravar. Järnåldern representeras av 15 gravfält. De flesta av dem är från yngre järnåldern. Det finns även en fornborg, Kollerborg cirka 1 km öster om Hjämarsnäs vid Hemfjärden. Vidare finns fyra runstenar. På en av dem finns en text som nämner Vinön i Hjälmaren.

## Namnet
Namnet (1314 Mädalösa) kommer från kyrkbyn. Efterleden är troligen lösa, 'glänta; äng' och hela namnet tolkats som 'mellanängen'.
Prefixet stora fastslogs officiellt 18 juni 1920. 

## Befolkningsutveckling
| Befolkningsutvecklingen i Stora Mellösa socken 1780–1990                                                | Befolkningsutvecklingen i Stora Mellösa socken 1780–1990 | Befolkningsutvecklingen i Stora Mellösa socken 1780–1990 | Befolkningsutvecklingen i Stora Mellösa socken 1780–1990 | Befolkningsutvecklingen i Stora Mellösa socken 1780–1990 |
| --- | -------------------------------------------------------- | -------------------------------------------------------- | -------------------------------------------------------- | -------------------------------------------------------- |
| |                                                          |                                                          |                                                          |                                                          |
| År |                                                          |                                                          | Folkmängd                                                |                                                          |
| 1780 | 1780                                                     |                                                          | 2 370                                                    |                                                          |
| 1790 | 1790                                                     |                                                          | 2 495                                                    |                                                          |
| 1800 | 1800                                                     |                                                          | 2 588                                                    |                                                          |
| 1810 | 1810                                                     |                                                          | 2 747                                                    |                                                          |
| 1820 | 1820                                                     |                                                          | 2 737                                                    |                                                          |
| 1830 | 1830                                                     |                                                          | 2 996                                                    |                                                          |
| 1840 | 1840                                                     |                                                          | 3 153                                                    |                                                          |
| 1850 | 1850                                                     |                                                          | 3 253                                                    |                                                          |
| 1860 | 1860                                                     |                                                          | 3 459                                                    |                                                          |
| 1870 | 1870                                                     |                                                          | 3 484                                                    |                                                          |
| 1880 | 1880                                                     |                                                          | 3 562                                                    |                                                          |
| 1890 | 1890                                                     |                                                          | 3 699                                                    |                                                          |
| 1900 | 1900                                                     |                                                          | 3 760                                                    |                                                          |
| 1910 | 1910                                                     |                                                          | 3 648                                                    |                                                          |
| 1920 | 1920                                                     |                                                          | 3 439                                                    |                                                          |
| 1930 | 1930                                                     |                                                          | 3 146                                                    |                                                          |
| 1940 | 1940                                                     |                                                          | 2 760                                                    |                                                          |
| 1950 | 1950                                                     |                                                          | 2 439                                                    |                                                          |
| 1960 | 1960                                                     |                                                          | 2 102                                                    |                                                          |
| 1970 | 1970                                                     |                                                          | 1 990                                                    |                                                          |
| 1980 | 1980                                                     |                                                          | 2 595                                                    |                                                          |
| 1990 | 1990                                                     |                                                          | 2 700                                                    |                                                          |
| Anm: Källor: Umeå universitet - Tabellverket 1749-1859, Demografiska databasen, CEDAR, Umeå universitet |                                                          |                                                          |                                                          |                                                          |